# Tarragonès

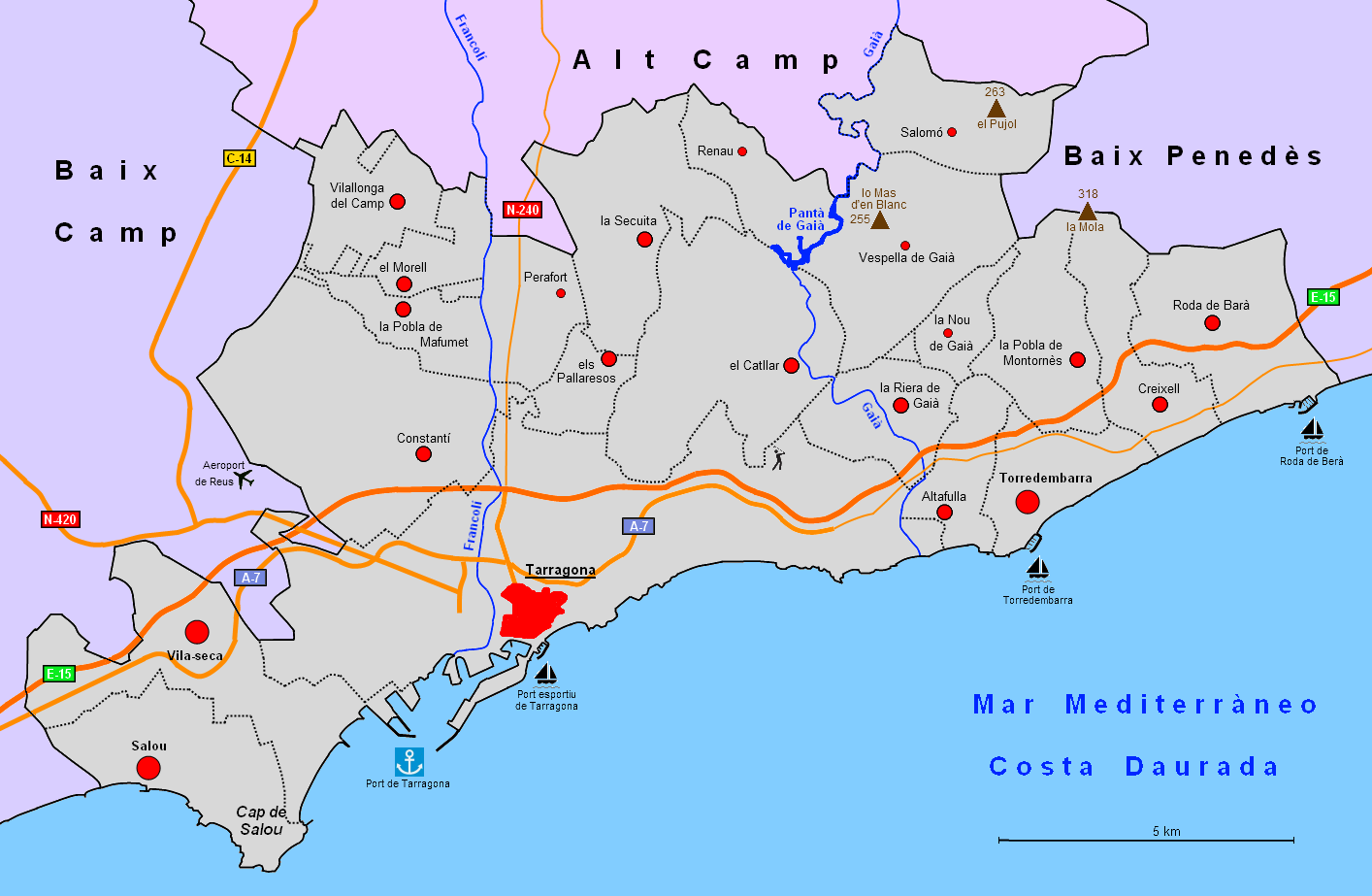
Karte von Tarragonès

Die Comarca Tarragonès liegt in der Provinz Tarragona der Autonomen Gemeinschaft von Katalonien (Spanien). Der Gemeindeverband hat eine Fläche von 320,74 km² und 263.428 Einwohner (2022). In der Hauptstadt Tarragona leben fast 2/3 der Bevölkerung. Bei einer Gebietsreform im Jahre 1936 wurden aus dem Camp de Tarragona drei neue Comarcas gebildet, eine davon ist Tarragonès.

## Lage
Der Gemeindeverband liegt im Süden Kataloniens. Er grenzt im Westen an die Comarca Baix Camp, im Norden an Alt Camp, im Osten an Baix Penedès und im Süden auf 45 Kilometer an die Küste des Mittelmeers. Zusammen mit den Comarcas Alt Camp, Baix Camp, Baix Penedès, Conca de Barberà, und Priorat bildet die Region das Territorium Camp de Tarragona.
Tarragonès liegt in einer Küstenebene des Mittelmeers an der Costa Daurada. Nur im nordöstlichen Teil befinden sich einige Erhebungen. Der höchste Berg ist der 318 Meter hohe la Mola. Die Unterläufe der Flüsse Francolí und Gaià durchziehen die Comarca von Nord nach Süd und münden auf dem Gebiet des Gemeindeverbandes ins Mittelmeer. Bei der Gemeinde Vespella wird der Gaià durch eine Talsperre aufgestaut.

## Verkehr
Ein dichtes Straßennetz verbindet die Orte des Gemeindeverbandes. Die Autobahn AP-7/E-15 durchquert die Comarca entlang der Küstenlinie. Der Hafen von Tarragona ist Umschlagplatz für Güter aus dem gesamten Mittelmeerraum. Yachthäfen befinden sich in Tarragona, Torredembarra und ein kleinerer Salou. Die Eisenbahnlinie verbindet Tarragona mit den Großstädten Barcelona und Valencia.

## Wirtschaft
Lange Sandstrände mit feinem Sand sind zu einem Magneten für Touristen aus ganz Europa geworden. Vor allem die Städte Torredembarra und Salou sind zu Touristenzentren angewachsen. Der Freizeitpark PortAventura World ist ein Anziehungspunkt für Gäste weit über die Region. Der Bauboom zu Gunsten der Industrie und des Tourismus haben die Landwirtschaft stark in das Landesinnere zurückgedrängt. Im Nordosten spielt sie noch eine wichtige Rolle. Dort werden Oliven, Wein, Mandeln, Gemüse und Haselnüsse angebaut. Eine bedeutende Industrie hat sich in Tarragona angesiedelt. Im Hafen von Tarragona ist auch der Umschlag von Gütern ein wichtiger Wirtschaftszweig.

## Gemeinden
| Gemeinde              | Einwohner (2024) | Fläche km² | Dichte Einw./km² | Cod INE | Postleitzahl       |
| --------------------- | ---------------- | ---------- | ---------------- | ------- | ------------------ |
| Altafulla             | 5.838            | 6,89       | 847              | 43012   | 43893              |
| La Canonja            | 5.943            | 7,29       | 815              | 43907   | 43110              |
| El Catllar            | 5.218            | 26,32      | 198              | 43043   | 43764              |
| Constantí             | 6.888            | 31,11      | 221              | 43047   | 43120              |
| Creixell              | 4.190            | 10,41      | 402              | 43050   | 43839              |
| El Morell             | 3.878            | 5,94       | 653              | 43095   | 43760              |
| La Nou de Gaià        | 611              | 4,30       | 142              | 43097   | 43763              |
| Els Pallaresos        | 5.006            | 5,03       | 995              | 43100   | 43151              |
| Perafort              | 1.308            | 9,64       | 136              | 43103   | 43152, 43155       |
| La Pobla de Mafumet   | 4.115            | 6,12       | 672              | 43109   | 43140              |
| La Pobla de Montornès | 3.329            | 12,29      | 271              | 43111   | 43761              |
| Renau                 | 158              | 8,31       | 19               | 43122   | 43886              |
| La Riera de Gaià      | 1.807            | 8,77       | 206              | 43126   | 43762              |
| Roda de Berà          | 8.048            | 16,50      | 488              | 43131   | 43883              |
| Salomó                | 525              | 12,30      | 43               | 43135   | 43885              |
| Salou                 | 30.810           | 15,13      | 2.036            | 43905   | 43840              |
| La Secuita            | 1.828            | 17,83      | 103              | 43144   | 43765              |
| Tarragona             | 141.151          | 58,84      | 2.399            | 43148   | 43001–43008, 43100 |
| Torredembarra         | 17.984           | 8,79       | 2.046            | 43153   | 43830              |
| Vespella de Gaià      | 506              | 18,09      | 28               | 43164   | 43763              |
| Vila-seca             | 23.826           | 21,71      | 1.097            | 43171   | 43480              |
| Vilallonga del Camp   | 2.451            | 9,13       | 268              | 43166   | 43141              |
| Comarca Tarragonès    | 275.418          | 320,74     | 859              | –       | –                  |